# Andreu apòstol
Segons el Nou Testament, Andreu (grec antic: Ανδρέας, Andreas) conegut com a sant Andreu (Betsaida, Galilea, segle i aC - Patres, Peloponès, c. 38) fou un deixeble de Joan el Baptista, posteriorment un dels Dotze Apòstols de Jesús de Natzaret i es convertí en el primer Cap del Cristianisme Ortodox de l'Est. És venerat com a sant a tota la cristiandat.

## Biografia
Originari de Betsaida, era fill d'un pescador anomenat Jonàs, però vivia a Cafarnaüm on treballava amb el seu germà Simó, conegut posteriorment com a Pere. Va ser deixeble de sant Joan Baptista; en batejar aquest a Jesús, Joan Baptista va exclamar ¡Heus aquí l'anyell de Déu! llavors Andreu va decidir seguir Jesucrist i va ser el primer apòstol a ser cridat.
Segons Orígenes, Andreu va predicar a Grècia, al mar Negre, a la regió d'Escítia i al Caucas; va ser el primer bisbe de Bizanci, un càrrec que finalment es convertiria en el patriarcat de Constantinoble. Per això, és considerat el cap de l'Església Ortodoxa, com Pere ho és de l'Església Catòlica Romana.
El text apòcrif Fets d'Andreu explica que l'apòstol sant Maties fou enviat a predicar entre els caníbals, que l'agafaren per menjar-se'l, i que Andreu va anar a alliberar-lo.
Andreu i alguns deixebles seus s'embarquen en una petita nau conduïda per tres persones (que resulten Jesús de Natzaret i dos àngels disfressats de pescadors) i arriben miraculosament a les portes de la ciutat on sant Maties està reclòs. Quan són a dins, ningú els captura i arriben a la presó, allí Andreu resa a Déu i els guàrdies de les cel·les cauen fulminats. Aleshores alliberen els presoners i Maties.
Mentrestant els soldats de la ciutat van a la presó a agafar presoners per repartir-los al poble com a menjar però es troben la presó buida. Llavors agafen els cossos dels guàrdies morts i els duen a la plaça principal del poble. Quan ja tenen els ganivets a les mans per trossejar els cadàvers, sant Andreu els torna les mans de pedra. Aleshores tot el poble enfurismat linxa sant Andreu durant dos dies pels carrers de la població i a la nit el deixen tancat a la masmorra.
Durant la nit, de la boca d'una estàtua de marbre de la cel·la d'Andreu comença a brollar aigua en grans quantitats fins que tota la població queda inundada així com s'apareix l'arcàngel sant Miquel i crea una muralla de foc al voltant de la ciutat perquè ningú es pogués escapar. D'aquesta manera van morint tots els ancians, dones i nens de la ciutat.
Quan els supervivents demanen perdó a Andreu aquest atura la plaga de l'aigua i del foc i ressuscita tots els que havien mort. Aleshores tota la població es converteix al cristianisme i construeix una església.
La tradició conta que va ser crucificat en una creu en forma de "X" (crux decussata), sense claus sinó amarrat, on va estar predicant dos dies. Les seves restes es trobaven a Patres, des d'on van ser traslladades a Constantinoble.

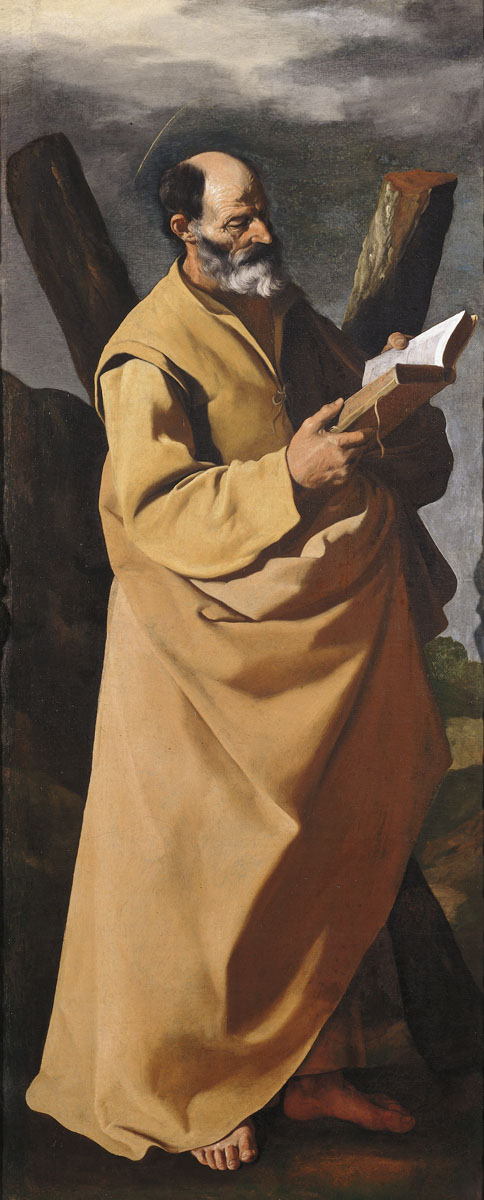
Sant Andreu, 1630-1632, (146 x 60 cm.) Magyar Szépmüvésxeti Múzeum, Budapest
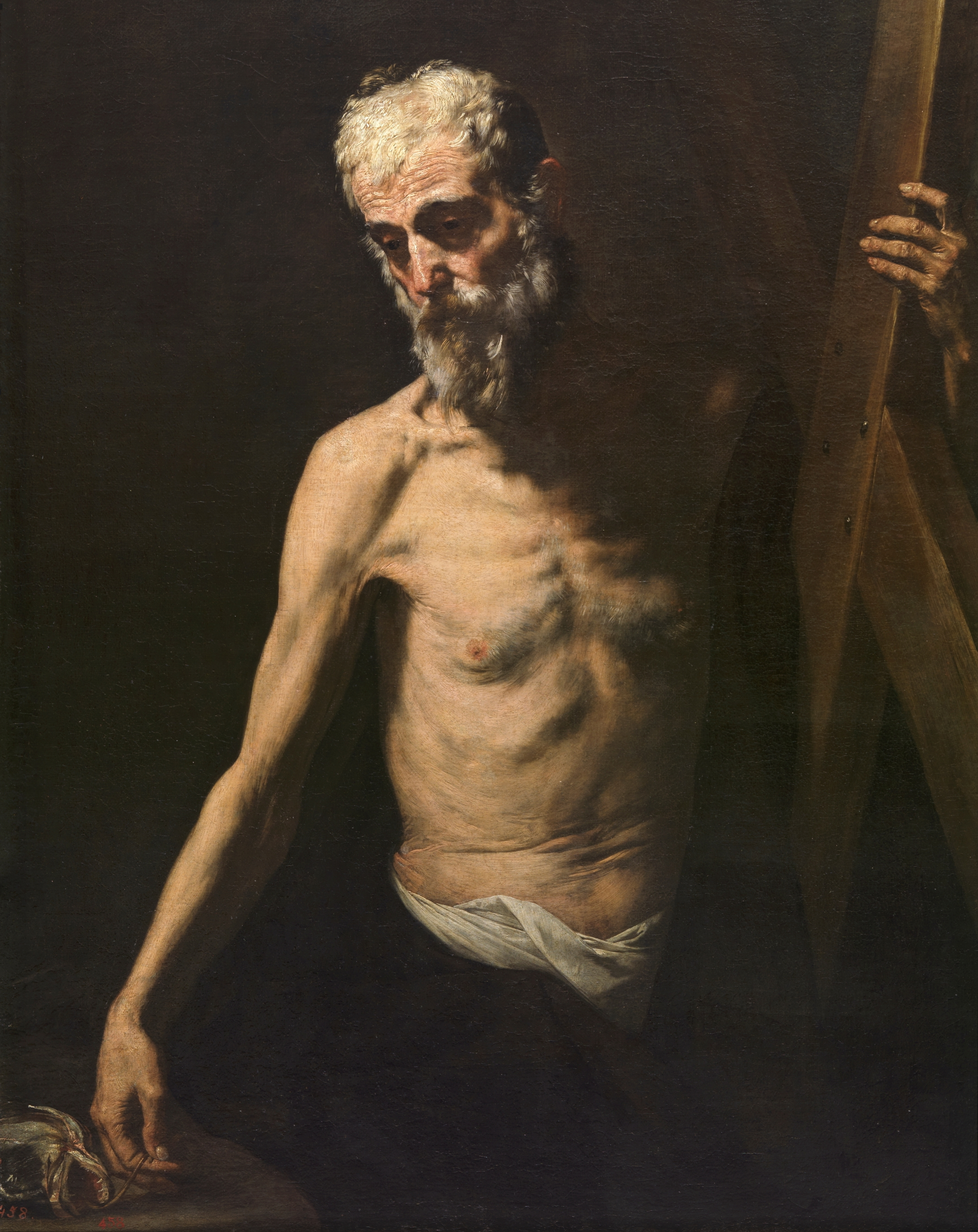
Pintura de Josep de Ribera, 1630 (Madrid, Prado)
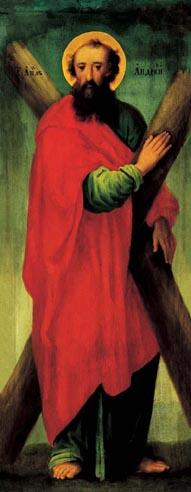
Icona ucraïnesa de sant Andreu Apòstol
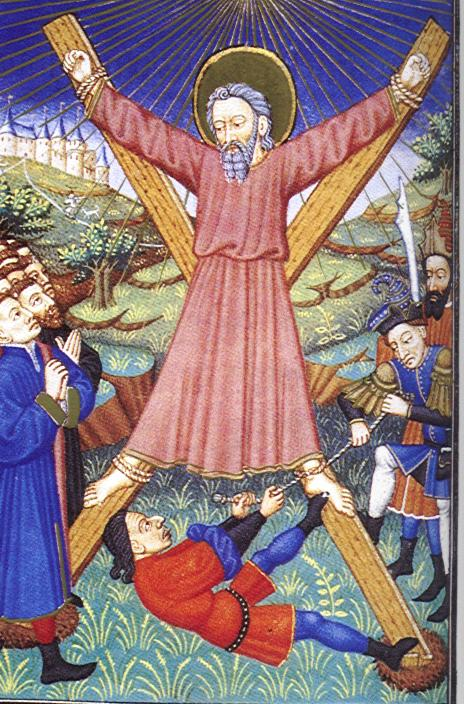
Crucifixió de sant Andreu, miniatura del s. XV

## Veneració
Els croats van prendre Constantinoble al segle xiii; poc després, les relíquies van ser robades i traslladades a diversos llocs, entre ells la catedral d'Amalfi, Itàlia, o a la població de Saint Andrews a Escòcia. El seu cap va ser traslladat a Roma el 1462 i va ser col·locat a la Basílica de Sant Pere. El papa Pau VI, com a gest ecumènic, el va retornar a l'Església Ortodoxa el 1964.
Sant Andreu és patró de Rússia, Romania, Escòcia i de la ciutat de Pica a Xile. Patró també de Serinyà, Sant Andreu de Llavaneres i del barri de Sant Andreu del Palomar, la seva festa (30 de novembre) se celebra amb xocolatades i cercaviles de gegants.

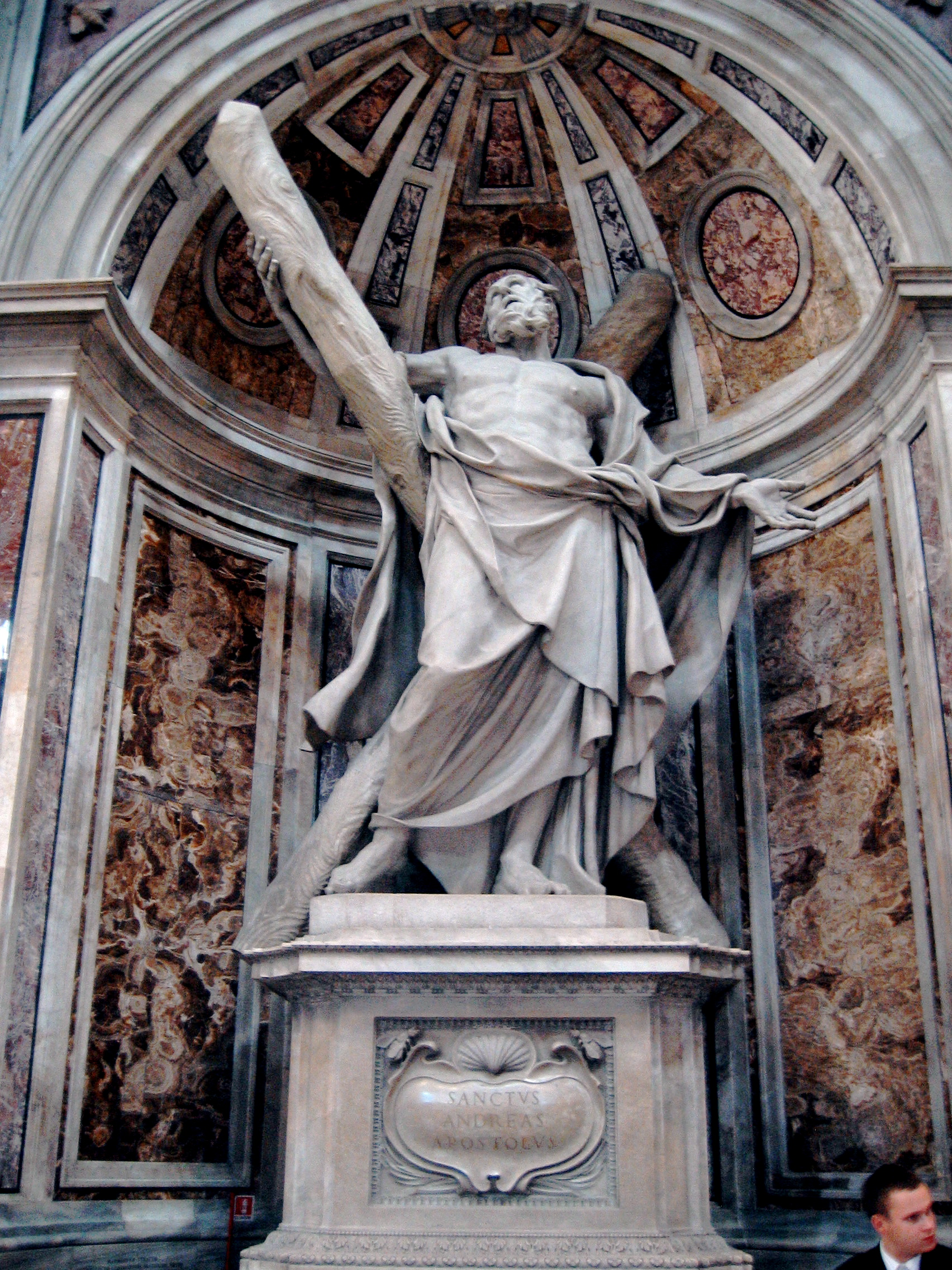
Escultura de François Duquesnoy, s. XVII, a Sant Pere del Vaticà, just a sobre la capella on n'hi ha la relíquia del crani.
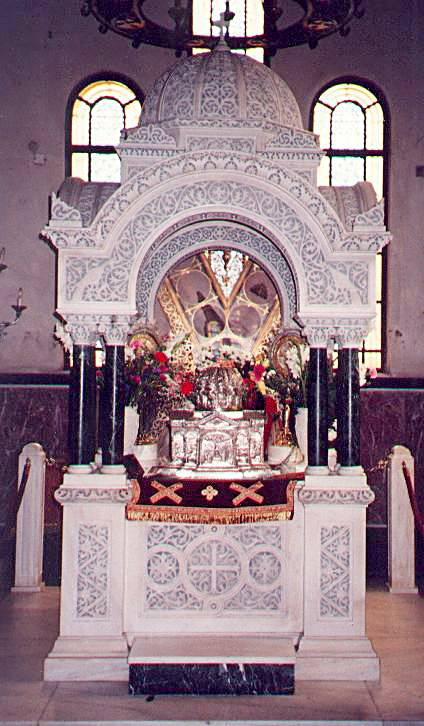
Reliquiari de sant Andreu a la catedral de Patras.
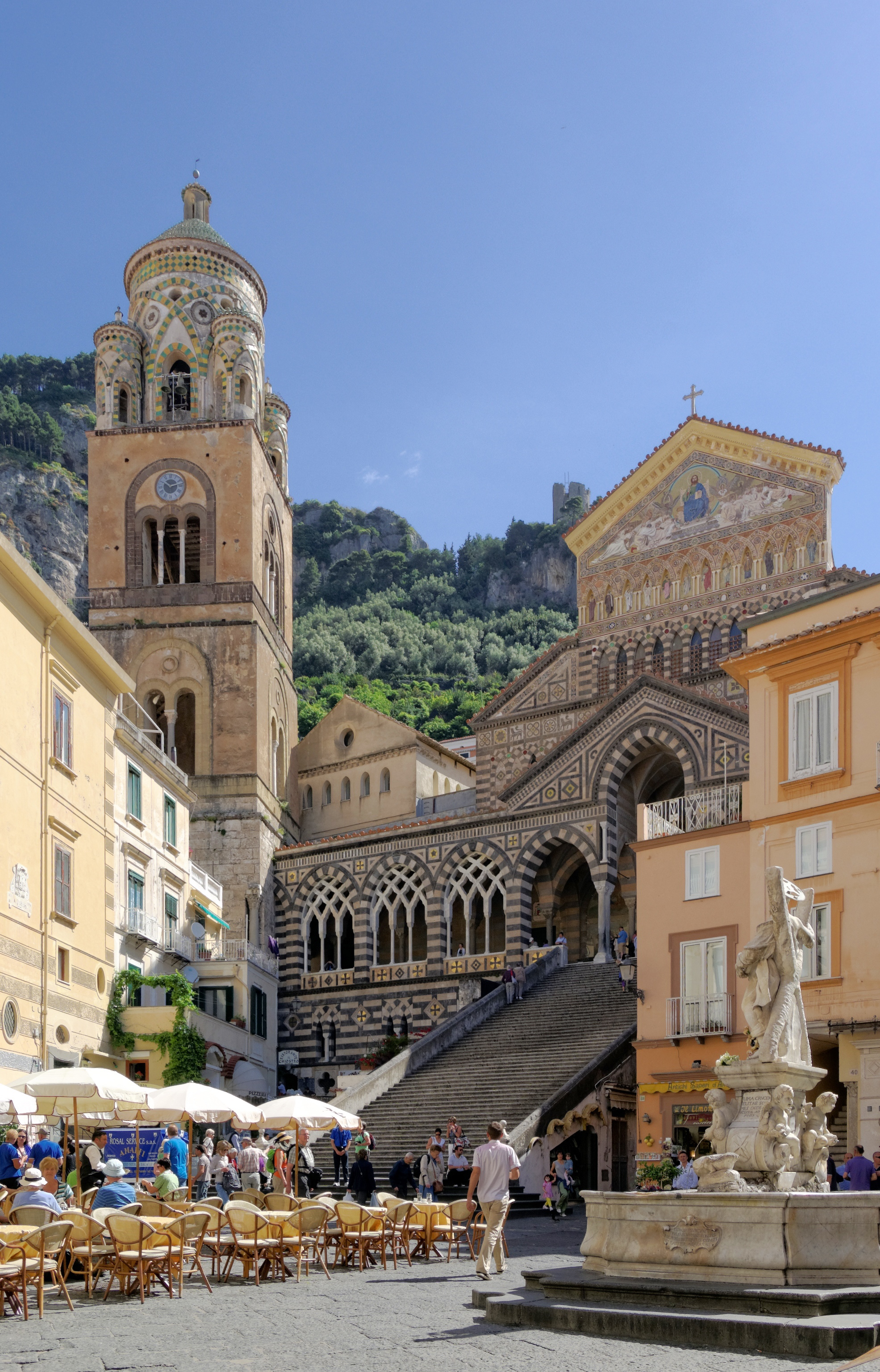
Catedral d'Amalfi.
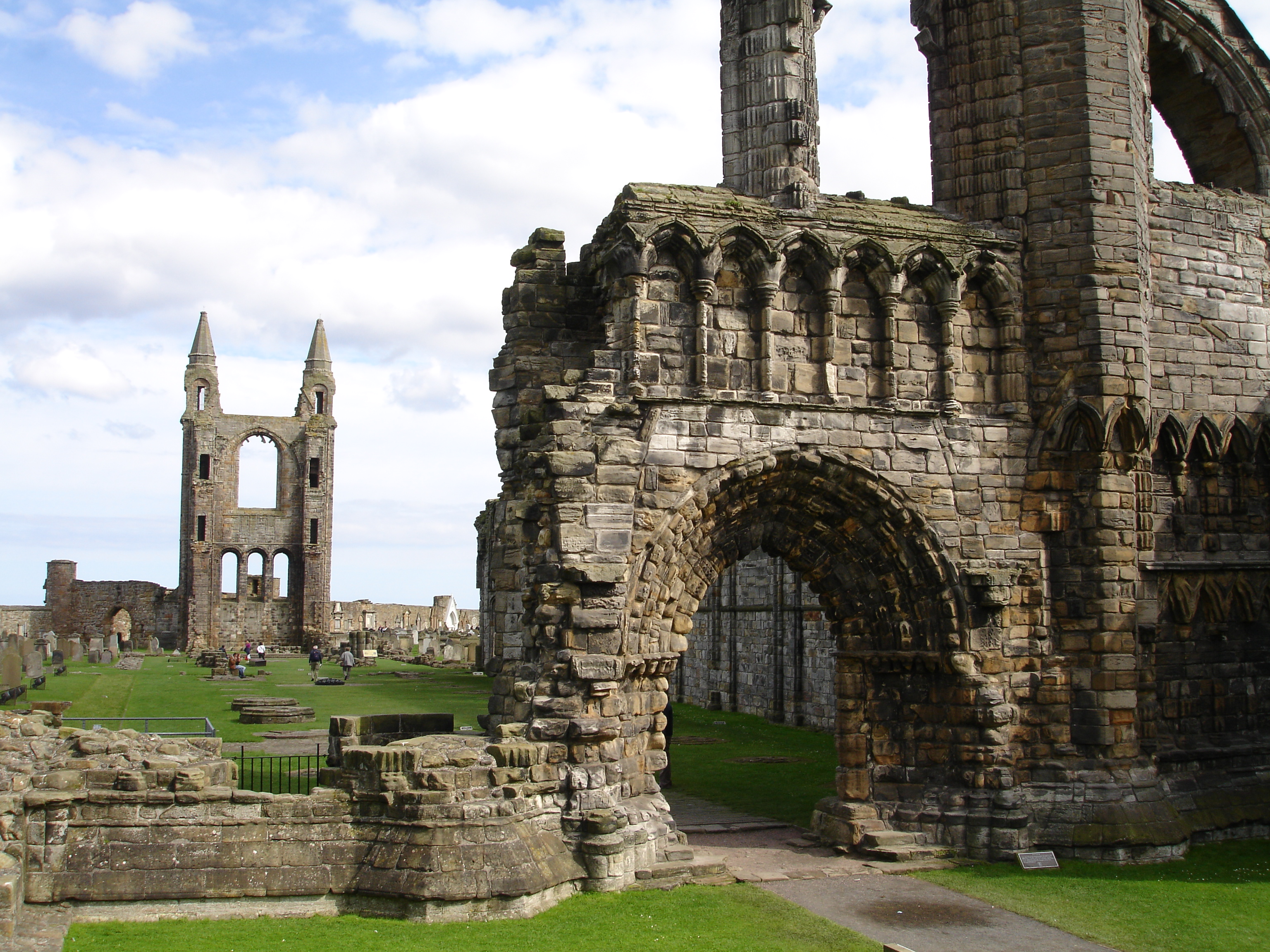
Catedral de Sant Andreu

## Iconografia
A partir de finals de l'edat mitjana, a Andreu se'l reconeix per la creu en forma d'aspa que prendrà el seu nom: creu de Sant Andreu, crucifixió imaginada com a parella a la del seu germà, sant Pere; no obstant això, es basa en una tradició que no es recolza en cap font documental.

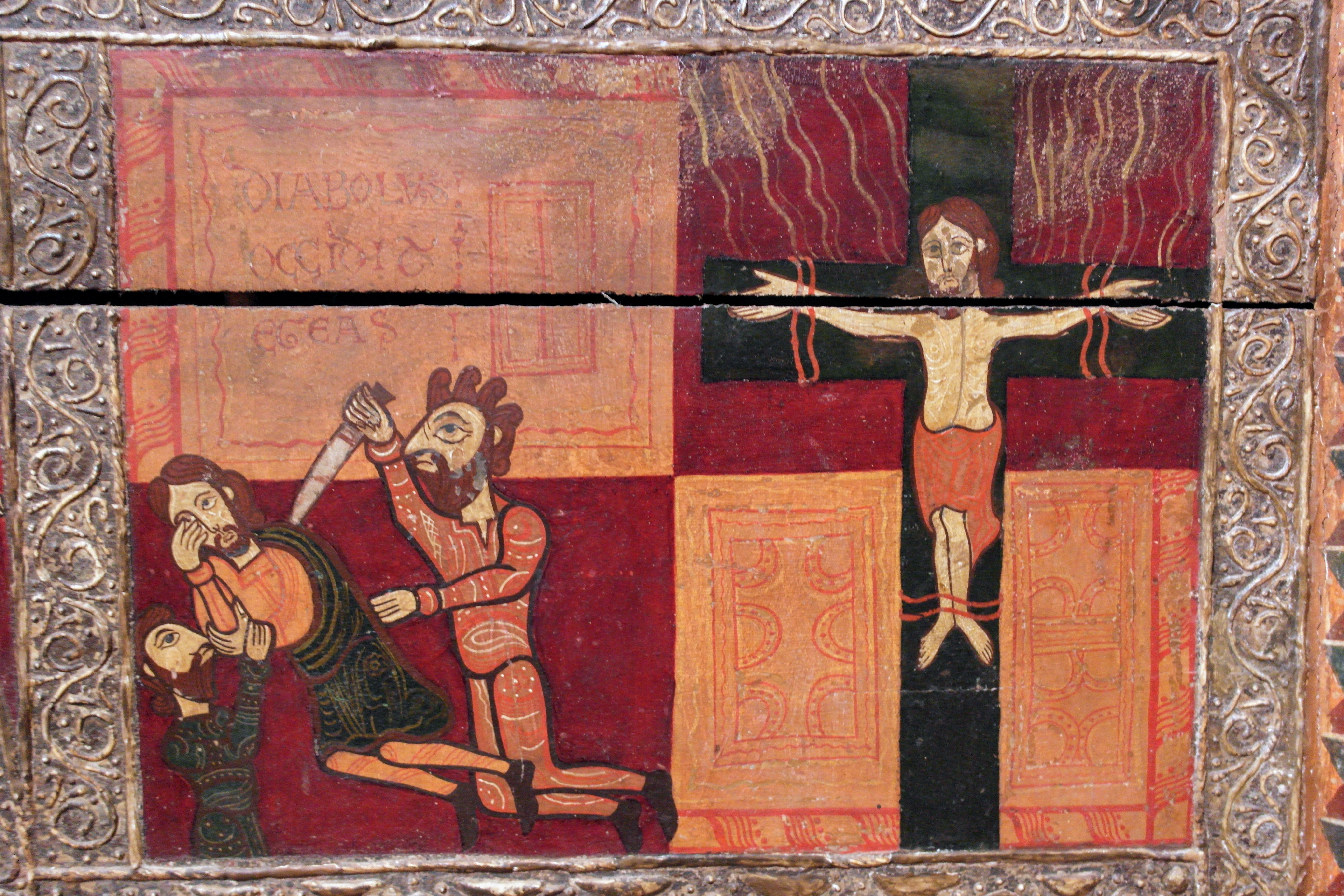
Crucifixió de sant Andreu i mort d'Egees

El frontal d'altar de Sant Andreu de Sagàs que es conserva al Museu Episcopal de Vic descriu escenes del martiri de sant Andreu. En una de les escenes es mostra el sant crucificat en una creu llatina; no només això, sinó que sant Andreu apareix lligat a la creu, i no clavat com era habitual.
En la mateixa escena podem veure la mort d'Egees. La tradició diu que es va suïcidar després de la mort de sant Andreu, però en aquesta representació podem veure com un home clava un punyal a l'esquena d'Egees i un altre sembla endur-se'l a l'infern.
Altres autors, com Caravaggio, també el representen en una creu llatina, al contrari que Rubens, que ho fa en una d'aspa.
Altres episodis de la seva passió (arrest, flagel·lació, crucifixió, descens de la creu...) també han estat representats, així com de la seva vocació en la qual se li representa amb xarxa de pescador, gairebé sempre amb el seu germà Pere.
Obresː
- Fontal de Sant Andreu de Sagàs (segle xii, Museu Episcopal de Vic)[3]
- Retaule de sant Andreu, atribuït al Mestre del Rosselló (cap a 1420-30, The Cloisters, Nova York)[4]
- Predel·la del Retaule de la Transfiguració, (segle xv, Catedral de Tortosa)
- Crucifixió de sant Andreu, pintura atribuïda a Claude Vignon, segle xvii (Museu de Lleida)